# 马克思主义体系之崩溃
《马克思主义体系之崩溃》，或译为《卡尔·马克思及其体系的终结》（德語：Zum Abschluss des Marxschen Systems）是奥地利学派其中一個最重要的代表人物欧根·冯·伯姆-巴韦尔克于1896年所出版的一部关于著名哲学家卡尔·马克思及其所創立的经济學理论的書籍，伯姆-巴韦尔克在該書中批駁了马克思所創立的经济學理论。

## 简介
在《马克思主义体系之崩溃》中，伯姆-巴韦尔克回顾了他在《资本与利息》中关于马克思那章的主要论点，并结合了他对刚出版的《资本论》第三卷的批评。
伯姆-巴韦尔克首先阐述了马克思的价值、剩余价值、平均利润率和生产价格理论等。在此基础上，伯姆-巴韦尔克对马克思在理解资本市场的运作及其与价值的关系方面的根本失败进行了批评。他深入检验了马克思对价值的分析，认为马克思体系的根本错误来自于来自于马克思价值法则的自相矛盾，即马克思的《资本论》第三卷关于利润率和生产价格等的论述与其第一卷的价值理论相矛盾。他还攻击马克思淡化了供需在决定永久价格方面的影响，以及马克思对这类概念故意的含糊其辞。
在分别推翻了马克思的各论点后，伯姆-巴韦尔克称“马克思的研究始终是错误的、矛盾的、模糊的”。

## 评价

### 正面評價
《马克思主义体系之崩溃》被认为是对《资本论》的“经典批判”。后来多数对马克思主义经济学的批判都重复了伯姆-巴韦尔克的论点。
開創了無政府資本主義的著名经济学家默里·罗思巴德认为伯姆-巴韦尔克对《资本论》第三卷的“解决方案”以及马克思体系的毁灭性批判是具决定性的，但由于伯姆-巴韦尔克的观点过于技术化，因此在经济学家之外几乎没有产生影响，使得马克思主义在社会学家、历史学家、文学家和其他往往对经济学无知的群体中仍保持着极大的吸引力。罗思巴德聲称伯姆-巴韦尔克在书中表明了马克思提供的“解决方案”是虚伪的，并且聲稱许多马克思主义者对《资本论》第三卷以及伯姆-巴韦尔克揭示其体系的严重内在矛盾的反应类似于宗教狂，即通过改变其论述中的术语来挽救其理论。
经济学家彼得·贝特基认为伯姆-巴韦尔克证明了马克思所創立的价值论及與分配有關的理论所具有的内在矛盾性。

### 中立評價
擁護奥地利马克思主义的经济学家鲁道夫·希尔弗丁发表了《伯姆-巴韦尔克对马克思的批评》，书中对马克思的经济学采取了后退方式的辩解，而同为奥地利马克思主义领军人物的奥托·鲍尔否定了希尔弗丁所提出的説法的正確性，其认为希尔弗丁从未理解问题的本质。鲍尔在维也纳大学参加了伯姆-巴韦尔克的大型研讨会，以期学到足够的内容以反驳伯姆-巴韦尔克所提出的批駁意見。但最终鲍尔放弃了这项任务，并且承认马克思主义的劳动价值论站不住脚。

### 負面評價
擁護马克思主义的经济学家埃内斯特·曼德尔聲稱伯姆-巴韦尔克及其他批评者所提出的説法有着“实证主义狭隘性”。
擁護马克思主义的经济学家保罗·斯威齐拒绝接受伯姆-巴韦尔克关于必须放弃劳动价值论一説的观点。
擁護馬克思主義的著名經濟學家尼古拉·布哈林在其著作《有閒階級的經濟學理論》中對伯姆-巴韦尔克所提出的説法作出了全面的批駁。